# Stillbach (Götzinger Achen)
Der Stillbach ist ein etwa 12 km langer Bach im bayerischen Landkreis Traunstein, der im Stadtgebiet von Tittmoning von links und Süden in den Götzinger Achen mündet.

## Geographie

### Verlauf
Der Stillbach entspringt auf etwa 459 m ü. NHN zwischen Taching am See-Gessenhausen im Westen und Fridolfing-Oed näher im Osten auf der Gemeindegrenze und fließt durchweg etwa in nördliche Richtungen. Schon bald tritt er aufs Stadtgebiet von Tittmoning über, in dem er auch bis auf einen Abschnitt auf dem Mittellauf, wo wiederum Fridolfinger Gebiet bis ans rechte Ufer reicht, bis zur Mündung verbleibt. Der Unterlauf durchfließt Kirchheim, ein Stadtteil von Tittmoning und der größte Ort am Gesamtlauf, danach wird er von der B 20 gequert. Beim Stadtteil Hainach mündet er in den Salzachauen von links und auf 370 m ü. NHN in den Götzinger Achen. Er ist einer von dessen zwei längsten Nebenflüssen.
Der Stillbach mündet nach einem 12,3 km langen Lauf mit mittlerem Sohlgefälle von etwa 7,2 ‰ ungefähr 89 Höhenmeter unterhalb seines Ursprungs.
Das Gewässer wird durch viele kleine Bäche und Gräben gespeist. Gewöhnlich ist er ein gemächlicher Bach mit mäßiger Wasserführung, aber bei stärkeren Regenfällen tritt er regelmäßig über seine Ufer und überflutet seine Umgebung.

### Zuflüsse
Von der Quelle zur Mündung. Auswahl.
- Eschelbach, von links bei Tittmoning-Falting
- Mühlbach, von links bei Tittmoning-Großmühlthal
- Hörzinger Graben, von links gleich nach Tittmoning-Kirchheim